# تشارلز س. أبوت
تشارلز ستيفنسون «ستيف» أبوت (بالإنجليزية: Charles S. Abbot)‏ فريق أول بحري متقاعد أمريكي كان يشغل منصب نائب القائد العام للقيادة الأوروبية للولايات المتحدة من عام 1998 إلى عام 2000.
خلال حرب الخليج الثانية كان قائد حاملة الطائرات يو إس إس ثيودور روزفلت (CVN - 71) وقاد مجموعة معركة تيودور روزفلت عندما تم تعيينه كقائد للمجموعة الثامنة.